# Інститут астрономії імені Макса Планка
Інститут астрономії імені Макса Планка (нім. Max-Planck-Institut für Astronomie, MPIA) — науково-дослідний інститут у Німеччині у складі товариства Макса Планка. Розташований у Гайдельберзі на горі Кенігштуль, поруч з Обсерваторія Гайдельберг-Кенігштуль і Будинком Астрономії. Інститут проводить фундаментальні дослідження з астрономії, астрономічні спостереження, а також розробку та виготовлення спостережних приладів у власних майстернях. Теми наукових досліджень охоплюють галактики, екзопланети, зореутворення, космологію, міжзоряне середовище. В інституті працює близько 400 співробітників, з них близько 200 науковців. Близько 50 аспірантів навчаються в спільній з Гайдельберзьким університетом аспірантурі.

## Історія

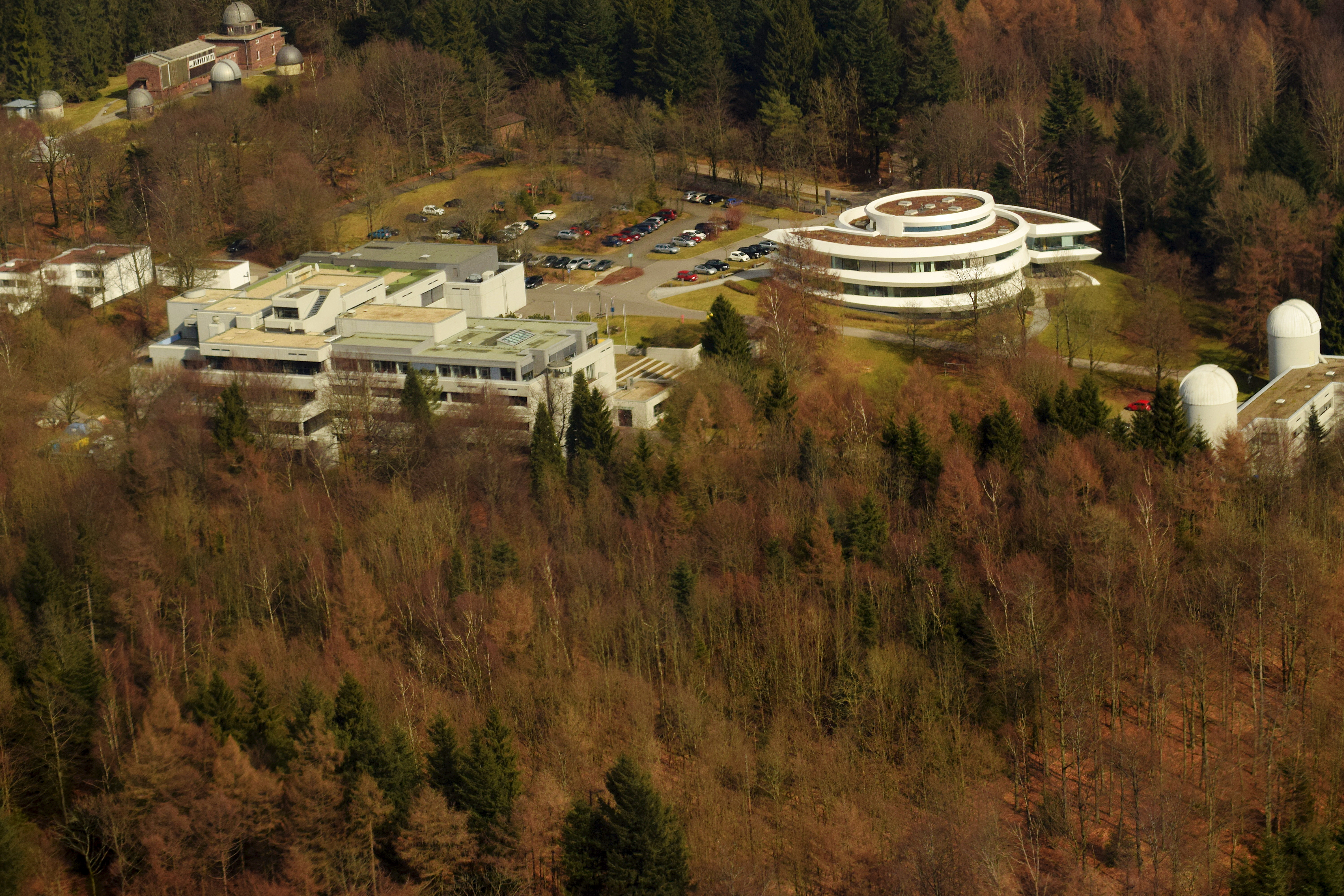
Обсерваторія Гайдельберг-Кенігштуль (ліворуч вгорі), Будинок астрономії (праворуч вгорі, у формі спіральної галактики) та Інститут астрономії імені Макса Планка (багатоповерховий будинок в центрі і будинок з куполами праворуч)

Інститут був заснований 1967 року. Директором-засновником інституту 1968 року став Ганс Ельзессер. У лютому 1969 року перша група з 5 співробітників почала працювати в будівлях сусідньої державної обсерваторії Кенігштуль. Інститут, завершений у 1975 році, спочатку займався підготовкою та оцінкою астрономічних спостережень і розробкою нових методів вимірювання.
Між 1973 і 1984 роками спільно з іспанською владою інститут керував будівництвом обсерваторії Калар-Альто в Іспанії. Ця найбільша обсерваторія на європейському континенті рівноправно використовувалася астрономами Німеччини й Іспанії до 2019 року. 23 травня 2019 року регіональний уряд Андалусії та MPG підписали угоду про передачу 50% акцій обсерваторії. Відтоді він перебуває у власності Іспанії.
З 2005 року MPIA експлуатує Великий бінокулярний телескоп разом з партнерами з Німеччини, Італії та США. LBT стоїть на горі Грем висотою 3190 м поблизу Тусона, штат Арізона. Він має два основних дзеркала на кріпленні, кожне з діаметром 8,4 метра, що робить його найбільшим єдиним оптичним телескопом у світі, який складається з окремих головних дзеркал.

## Директори
- Ганс Ельзессер, директор у 1968–1997 роках[6]
- Ґвідо Мюнх, 1978–1989[6]
- Стівен Беквіт, 1991–2001[6]
- Іммо Аппенцеллер, 1998–2000 (тимчасовий директор)[7]
- Ганс-Вальтер Рікс, з 1999[6]
- Томас Геннінґ, 2001–2024[6][8]
- Лаура Крейдберг, з 2020[9]
- Міріам Беністі, з 2024[8]

## Дослідження
Основні теми наукових досліджень інституту:
- Зореутворення, формування планет, астробіологія, міжзоряна речовина, астрохімія
- Будова та історія Чумацького Шляху, квазари та активні ядра галактик, еволюція галактик, скупчення галактик, космологія
- Фізика атмосфер екзопланет

## Міжнародна дослідницька школа Макса Планка
MPIA бере участь у Міжнародній дослідницькій школі Макса Планка з астрономії та космічної фізики (International Max Planck Research School for Astronomy and Cosmic Physics, IMPRS), яка працює з 2005 року. Партнерами інституту за IMPRS є Інститут ядерної фізики Макса Планка, Центр астрономії Гайдельберзького університету та Гейдельберзький інститут теоретичних досліджень. З 2007 року IMPRS є частиною Гейдельберзької аспірантури з фундаментальної фізики (Heidelberg Graduate School of Fundamental Physics, HGSFP).

## Галерея

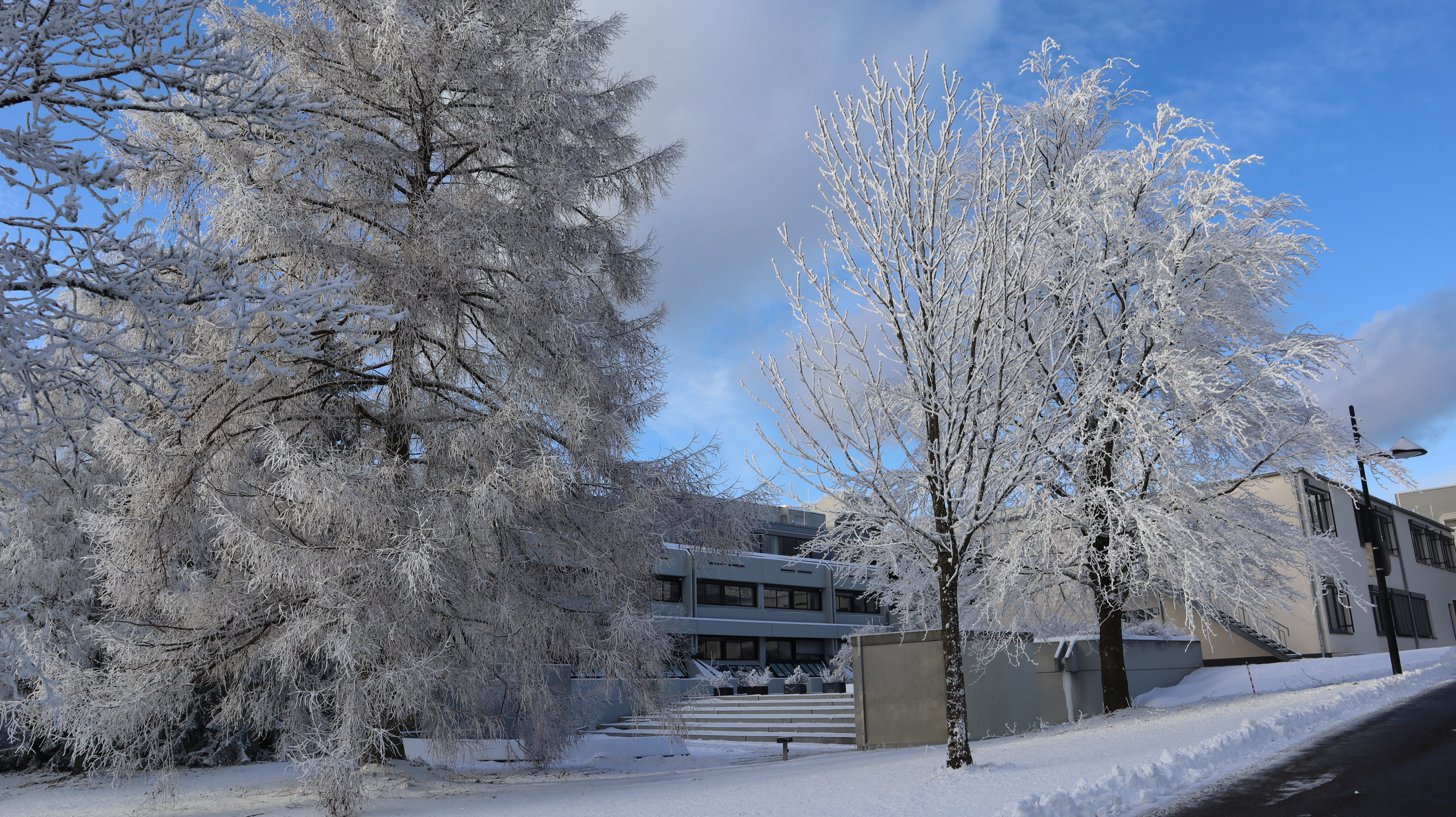
Головний корпус
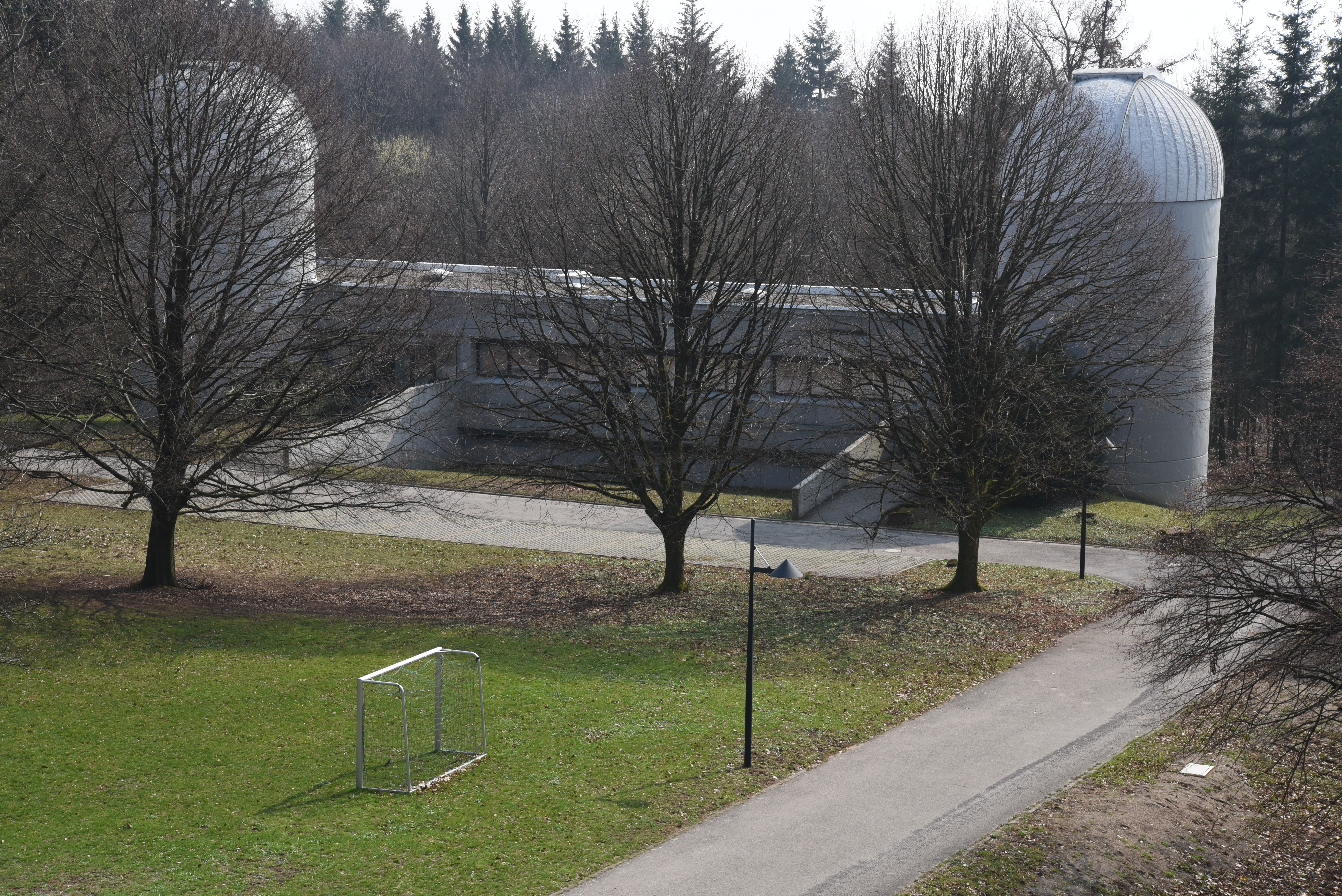
Будівля Ельзассера
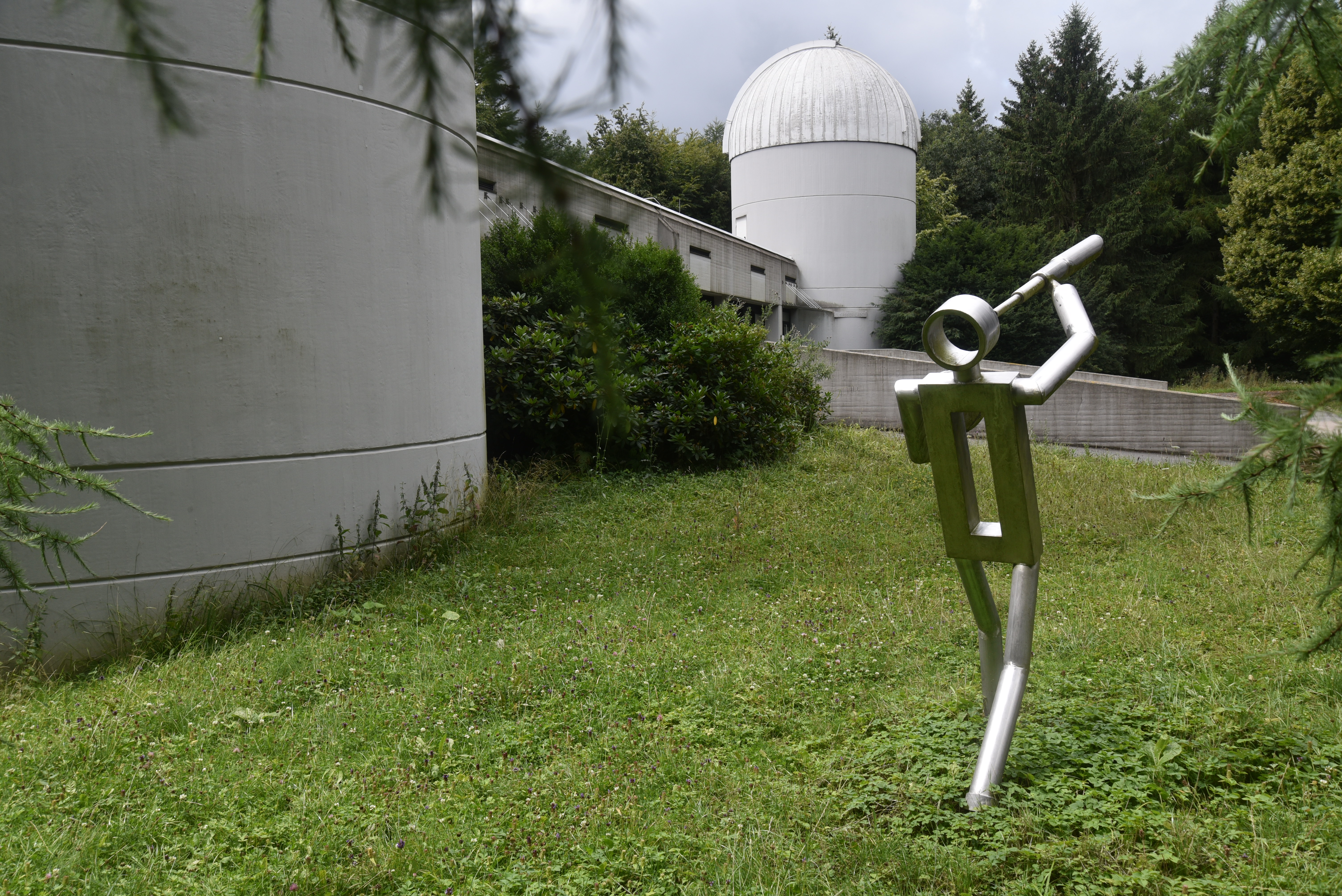
Скульптура перед будівлею Ельзассера
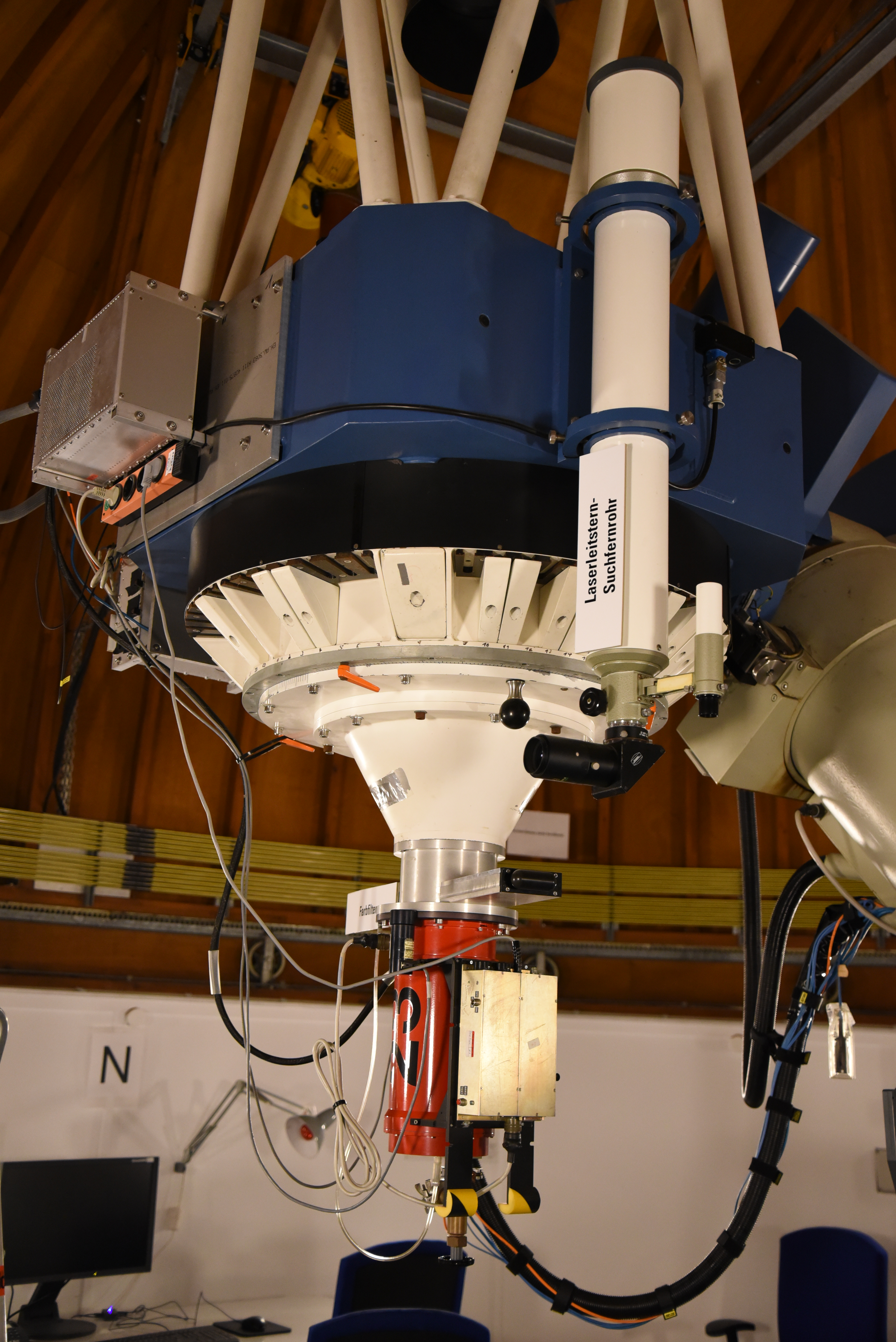
70-сантиметровий телескоп в будівлі Ельзассера
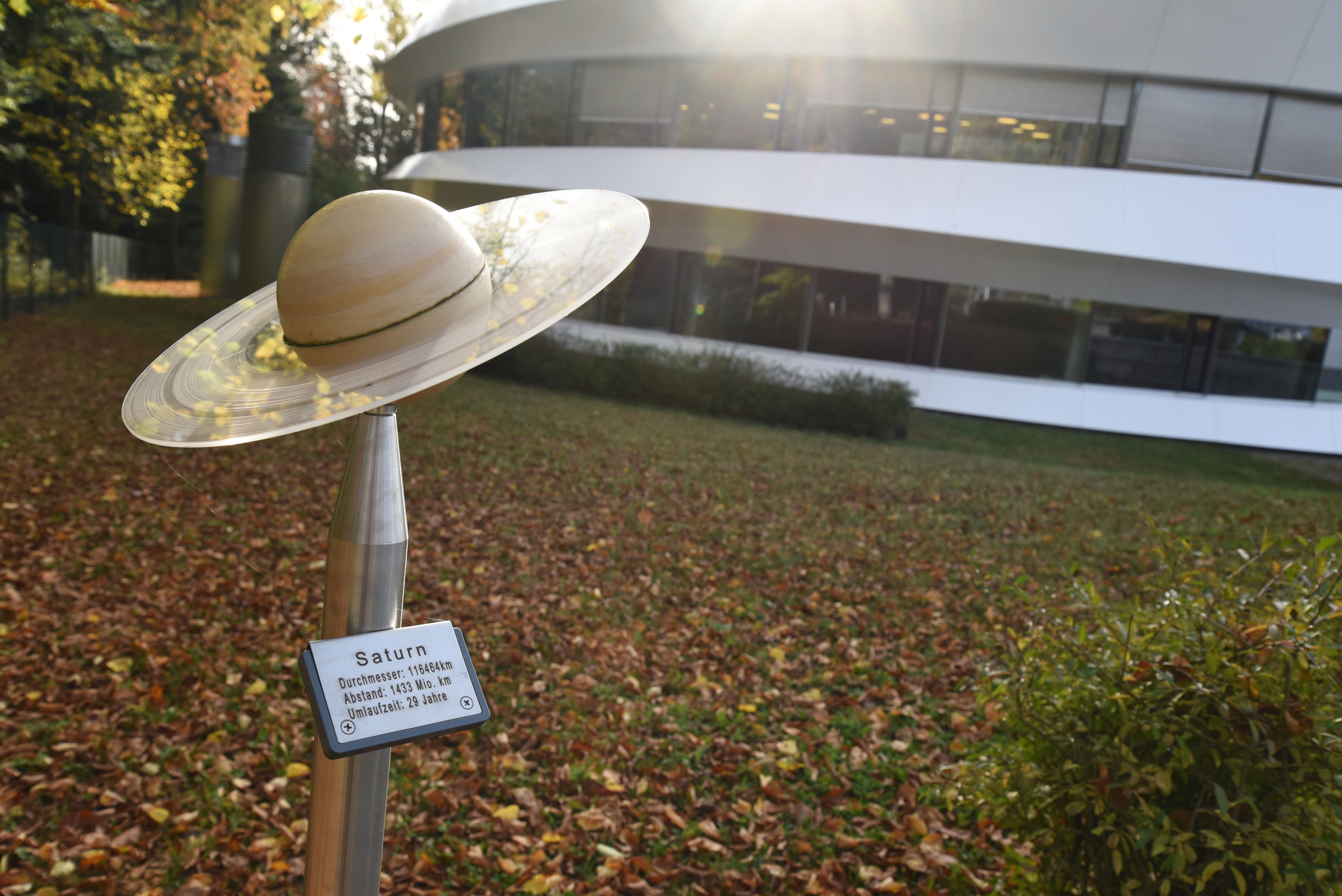
Сатурн на планетній стежці біля Будинку астрономії